# 5 de l'Ossa Menor
55 de l'Ossa Menor (5 Ursae Minoris) és un estel de la constel·lació de l'Ossa Menor. Malgrat no tenir denominació de Bayer, és, amb magnitud aparent +4,25, el cinquè estel més brillant a la constel·lació després de Polaris (α Ursae Minoris), Kochab (β Ursae Minoris), Pherkad (γ Ursae Minoris) i ε Ursae Minoris. S'hi troba a 359 ± 5 anys llum del sistema solar.
Com a molts estels del cel nocturn —com per exemple Kochab, en aquesta mateixa constel·lació— 5 Ursae Minoris és una gegant taronja. Té tipus espectral K4III i una temperatura efectiva entorn de 4.200 K. Gairebé 400 vegades més lluminosa que el Sol, la seva massa estimada és de 1,88 masses solars. El seu diàmetre és 16 vegades més gran que el del Sol i gira sobre si mateixa amb una velocitat de rotació projectada de 1,9 km/s. Forma part del corrent d'estels de l'Associació estel·lar de l'Ossa Major»
5 Ursae Minoris presenta una composició elemental en la seva superfície diferent de la del Sol. Elements com el sodi, magnesi, titani i ferro, els nivells del qual són comparables als solars ([Fe/H] = -0,08), els metalls alcalinoterris són menys abundants que en el nostre estel; el cas més notable és el de l'estronci, amb una abundància relativa de només el 38% de l'existent en el Sol. En l'altre extrem, destaca l'elevat nivell d'itri, doble d'abundant que en el Sol. D'altra banda, en 5 Ursae Minoris la relació [O/H] és de -0,12.
Hom pensa que 5 Ursae Minoris pot ser un estel binari, sent la companya estel·lar una nana blanca no observable.